# Choerophryne proboscidea
Choerophryne proboscidea är en groddjursart som beskrevs av Van Kampen 1914. Choerophryne proboscidea ingår i släktet Choerophryne och familjen Microhylidae. IUCN kategoriserar arten globalt som livskraftig. Inga underarter finns listade i Catalogue of Life.